# Campionati del mondo di atletica leggera 2005 - Staffetta 4×100 metri maschile
La gara della staffetta 4×100 metri maschile dei Campionati del mondo di atletica leggera di Helsinki 2005 si è disputata nelle giornate del 12 agosto (batterie) e 13 agosto (finale).

## Podio
| Posizione | Paese                                                                           |
| --------- | ------------------------------------------------------------------------------- |
| Oro       | Francia Ladji Doucouré Ronald Pognon Eddy De Lépine Luéyi Dovy                  |
| Argento   | Trinidad e Tobago Kevon Pierre Marc Burns Jacey Harper Darrel Brown             |
| Bronzo    | Regno Unito Jason Gardener Marlon Devonish Christian Malcolm Mark Lewis-Francis |

## Batterie

### Batteria 1
1. Francia (Oudéré Kankarafou, Ronald Pognon, Eddy De Lépine, Luéyi Dovy) 38"34 Q
2. Giamaica (Lerone Clarke, Dwight Thomas, Ainsley Waugh, Michael Frater) 38"37 Q
3. Germania (Alexander Kosenkow, Marc Blume, Tobias Unger, Marius Broening) 38"58 Q
4. Australia (Daniel Batman, Joshua Ross, Patrick Johnson, Matthew Shirvington) 38"65 q
5. Brasile (Cláudio Roberto Souza, Bruno Pacheco, Basílio de Moraes, André da Silva) 38"92
6. Finlandia (Markus Pöyhönen, Nghi Tran, Jarkko Ruostekivi, Tommi Hartonen) 39"30 
  -  Stati Uniti (Mardy Scales, Leonard Scott, Tyson Gay, Maurice Greene) dnf

### Batteria 2
1. Trinidad e Tobago (Kevon Pierre, Marc Burns, Jacey Harper, Darrel Brown) 38"28 Q
2. Regno Unito (Jason Gardener, Marlon Devonish, Christian Malcolm, Mark Lewis-Francis) 38"32 Q
3. Giappone (Nobuharu Asahara, Shinji Takahira, Tatsuro Yoshino, Shingo Suetsugu) 38"46 Q
4. Antille Olandesi (Geronimo Goeloe, Charlton Rafaela, Jairo Duzant, Churandy Martina) 38"60 q
5. Canada (Richard Adu-Bobie, Pierre Browne, Anson Henry, Nicolas Macrozonaris) 38"67
6. Nigeria (Olusoji Fasuba, Uchenna Emedolu, Chinedu Oriala, Deji Aliu) 39"29 
  -  Italia (Luca Verdecchia, Simone Collio, Massimiliano Donati, Andrew Howe) dq
  -  Polonia (Michał Bielczyk, Marcin Jędrusiński, Marcin Nowak, Marcin Urbaś) dnf

## Finale
1. Francia (Ladji Doucouré, Ronald Pognon, Eddy De Lépine, Lueyi Dovy) 38"08
2. Trinidad e Tobago (Kevon Pierre, Marc Burns, Jacey Harper, Darrel Brown) 38"10
3. Regno Unito (Jason Gardener, Marlon Devonish, Christian Malcolm, Mark Lewis-Francis) 38"27
4. Giamaica (Lerone Clarke, Dwight Thomas, Ainsley Waugh, Michael Frater) 38"28
5. Australia (Daniel Batman, Joshua Ross, Kristopher Neofytou, Patrick Johnson) 38"32
6. Antille Olandesi (Geronimo Goeloe, Charlton Rafaela, Jairo Duzant, Churandy Martina) 38"45
7. Germania (Alexander Kosenkow, Marc Blume, Tobias Unger, Marius Broening) 38"48
8. Giappone (Shingo Suetsugu, Shinji Takahira, Tatsuro Yoshino, Nobuharu Asahara) 38"77